# Distrikt Keningau
Der Distrikt Keningau ist ein Verwaltungsbezirk im malaysischen Bundesstaat Sabah. Verwaltungssitz ist die Stadt Keningau. Der Distrikt ist Teil des Gebietes Interior Division, zu dem die Distrikte Beaufort, Keningau, Kuala Penyu, Nabawan, Sipitang, Tambunan und Tenom gehören. Der Distrikt ist der älteste und auch größte Distrikt im Landesinneren von Sabah.

## Geographie
Der Distrikt Keningau erstreckt sich über ein Gebiet von 3532,82 km² und befindet sich in einem Tal, das im Westen von der Gebirgskette der Crocker Ranges und im Süden und Osten von der Trusmadi-Gebirgskette begrenzt wird.

## Demographie
Die Bevölkerung des Distrikts Keningau beträgt 150.927 (Stand: 2020). Er hatte laut der letzten Zählung im Jahr 2010 173.103 Einwohner. Sie besteht zu 90 % aus Dusun und Murut, einer zumeist aus Hakkas bestehenden chinesischen Bevölkerungsgruppe von ca. 8 % und verschiedenen Minderheiten indigener Gruppen.

## Verwaltungssitz

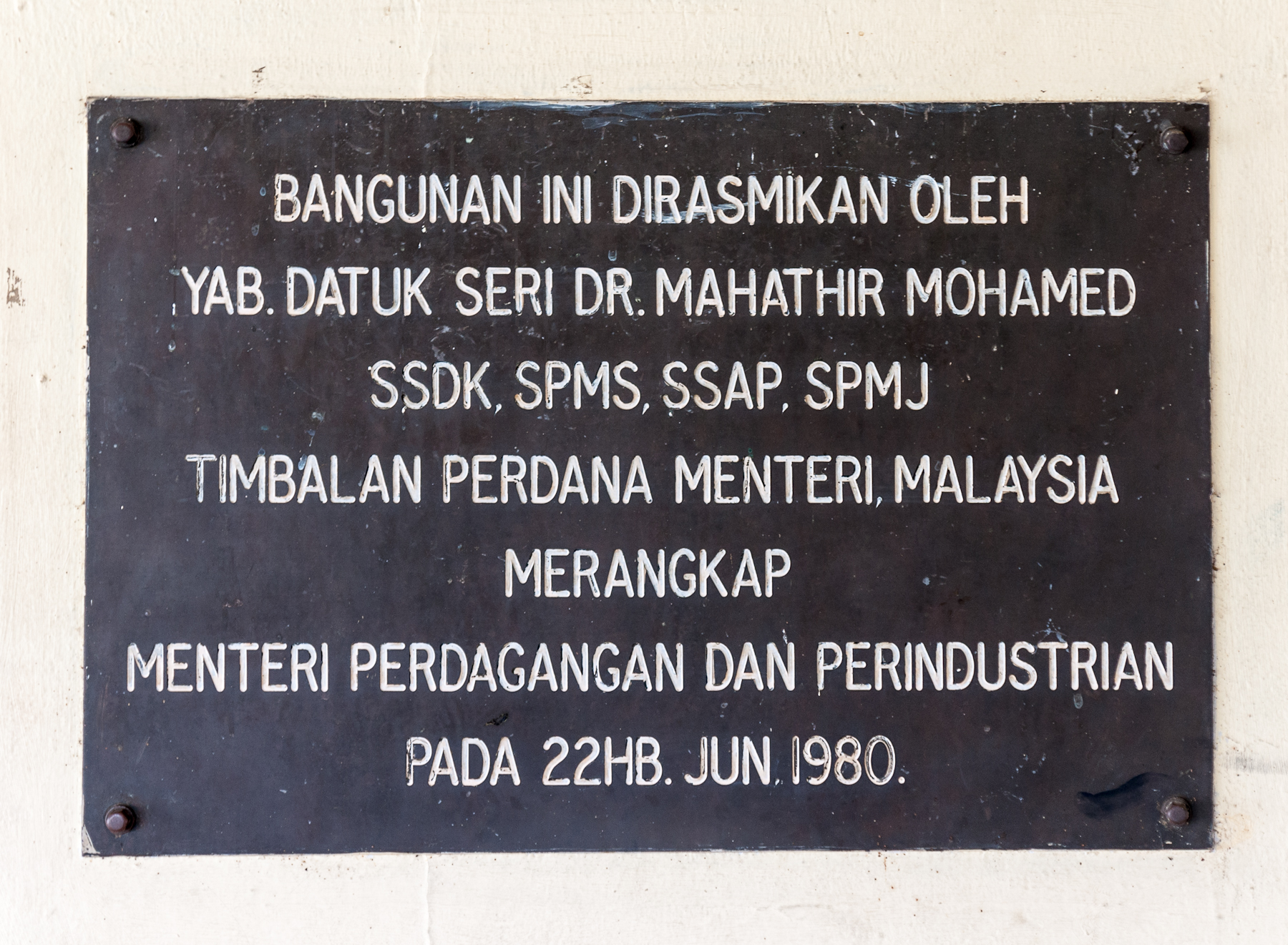
Plakette am Majlis Daerah Keningau zur Einweihung

Verwaltungssitz des Distrikts ist die Stadt Keningau. Das neue Distrikt Office wurde am 22. Juni 1980 durch den damaligen Stellvertretenden Premierminister und Minister für Handel und Industrie, Mahathir bin Mohamad, seiner Bestimmung übergeben.

## Geschichte
Keningau war eines der wichtigsten Verwaltungszentren der Briten in den frühen Jahren des 20. Jahrhunderts. Auch die Japaner nutzten Keningau als Regierungszentrum während der Besetzung von Sabah im Zweiten Weltkrieg. Das Dorf Nuntunan bei Apin-Apin hatte die Nummer „44“ in der britischen Verwaltung. Die Zahl gab die Entfernung (44 Kilometer) von Tenom an. Nuntunan wurde auch „Office“ genannt, weil das Verwaltungsgebäude der Briten am Ufer des Apin-Apin-Flusses lag. Die Japaner übernahmen während der Besetzung Sabahs das Gebäude für ihre eigene Verwaltung.

## Gliederung des Distrikts
Der Distrikt besteht aus 14 Gemeindeverwaltungen (Mukims) und 245 Dörfern.

## Politik
Keningau gehört zum Wahlbezirk P.157 (Keningau). In der gesetzgebenden Versammlung von Sabah (Dewan Undangan Negeri Sabah) wird Keningau durch drei Wahlkreise repräsentiert:
- N.32 Tambunan (11.086 Wahlberechtigte),
- N.33 Bingkor (19.009 Wahlberechtigte) und
- N.34 Liawan (10.240 Wahlberechtigte).